# Franz Gruber (Politiker, 1900)
Franz Gruber (* 30. August 1900 in Eppertshausen; † 5. November 1957) war ein deutscher Politiker (SPD).

## Leben und Beruf
Nach dem Besuch der Volksschule und der Gewerbeschule absolvierte Gruber eine Mechanikerlehre. Er arbeitete anschließend in diesem Beruf und bildete sich später an der REFA-Ingenieurschule fort. Nach der „Machtergreifung“ der Nationalsozialisten wurde er unter Polizeiaufsicht gestellt. Seit 1945 war er Leiter der Kreiskasse.

## Partei
Gruber war seit 1920 Mitglied der SPD.

## Abgeordneter
Gruber war von 1927 bis 1933 Ratsmitglied der Gemeinde Eppertshausen. Dem Hessischen Landtag gehörte er in fast zwei Legislaturperioden vom 3. Januar 1951, als er für den ausgeschiedenen Abgeordneten Heinrich Ritzel nachrückte, bis zu seinem Tode an.

## Öffentliche Ämter
Nach dem Ende des Zweiten Weltkrieges war Gruber 1945 Bürgermeister der Gemeinde Eppertshausen und amtierte von 1951 bis 1957 als Landrat des Kreises Dieburg.

## Ehrungen
- Franz-Gruber-Platz in Eppertshausen
- Landrat-Gruber-Schule in Dieburg (Berufliches Schulzentrum)